# Козынко, Кондратий Михайлович
Кондратий Михайлович Козынко (15 октября 1926 — 12 сентября 1995) — слесарь Куйбышевского химического завода министерства химической промышленности СССР, Герой Социалистического Труда (1971).

## Биография
Родился в 1926 году в деревне Верх-Тоя (на территории современного Колыванского района Новосибирской области) в крестьянской семье. В 1938 году завершил обучение в начальной школе и трудоустроился в местный колхоз. 
В 1943 году был мобилизован в Красную Армию, участник Великой Отечественной войны. Воевал в составе 64-го стрелкового полка на Забайкальском фронте. Демобилизован в сентябре 1950 года.  
С 1950 по 1955 годы работал шофёром в Пихтовском райкоме КПСС. С 1955 года работал шофёром Барабинского отделения железной дороги. С 1956 по 1959 годы механик Пихтовского лесхоза. 
В 1959 году переехал в город Куйбышев Новосибирской области. На протяжении 25 лет трудился слесарем по ремонту технологического оборудования химического завода. Постоянно находился в передовиках производства.
Указом Президиума Верховного Совета СССР от 20 апреля 1971 года за достижение высоких показателей в производстве Кондратию Михайловичу Козынко присвоено звание Героя Социалистического Труда с вручением ордена Ленина и медали «Серп и Молот».
Был депутатом Куйбышевского городского совета депутатов. Являлся делегатом XXIV съезда КПСС. 
В 1987 году вышел на заслуженный отдых. 
Проживал в Куйбышеве. Умер 12 сентября 1995 года.

## Память
- В музейном фонде города Куйбышев хранятся фотоматериалы и документы Героя.

## Награды
За трудовые успехи удостоен:
- Золотая звезда «Серп и Молот» (20.04.1971)
- Орден Ленина (20.04.1971)
- Орден Трудового Красного Знамени (28.05.1966)
- другие медали.